# Evelyn Boscawen, VII visconte Falmouth
Edward Evelyn Thomas Boscawen, VII visconte Falmouth (24 luglio 1847 – 1º ottobre 1918), è stato un nobile e generale inglese.

## Biografia
Era il figlio di Evelyn Boscawen, VI visconte Falmouth, e di sua moglie, Mary Stapleton, baronessa le Despenser.

## Carriera
Entrò nel Coldstream Guards: giocò a cricket per la Household Brigade e poi per il 1º battaglione del Coldstream Guards. Combatte nella Guerra anglo-egiziana nel 1882 e, dopo essere stato promosso a colonnello nel 1886, prese parte nel Spedizione sul Nilo (1894-1895).
È stato promosso a maggiore generale nel 1898 ed è diventato Segretario militare del Comandante in capo dell'Irlanda nel 1900. Succedette al titolo di visconte Falmouth il 6 novembre 1889.

## Matrimonio
Sposò, il 19 ottobre 1886, Kathleen Douglas-Pennant (1861-29 dicembre 1953), figlia di George Douglas-Pennant, II barone Penrhyn. Ebbero cinque figli:
- Evelyn Boscawen, VIII visconte Falmouth (5 agosto 1887-18 febbraio 1962);
- Lord George Edward Boscawen (6 dicembre 1888-6 giugno 1918);
- Lord Vere Douglas Boscawen (3 agosto 1890-29 ottobre 1914);
- Lord Mildmay Thomas Boscawen (5 febbraio 1892-13 novembre 1958);
- Lady Kathleen Pamela Mary Corona Boscawen (29 aprile 1902-25 giugno 1995), sposò Henry Sherek[3], non ebbero figli.

## Morte
Morì il 1º ottobre 1918, a 71 anni.